# Santa Margarida de Vallors
Santa Margarida de Vallors és una església del municipi de Sant Hilari Sacalm (La Selva) situada a l'extrem est del terme. El temple ja existia el 886, es va consagrar el 1183 i es va refer al segle xviii. Pertany a la seva demarcació el santuari del Pedró. La demarcació de l'antiga parròquia incloïa diverses cases que actualment estan despoblades. Està dedicada a Santa Margarida d'Antioquia, verge i màrtir, i té uns Goigs dedicats.

## Descripció
Església situada als afores del nuci urbà de Sant Hilari Sacalm, passat El Montalt, dins de l'antic terme de Vallors.
L'edifici, de nau rectangular, està cobert per una teulada a doble vessant, amb els vessants desiguals. A la façana principal, hi ha la porta d'entrada en arc de llinda, d'estil barroc, emmarcada per una estructura els brancals de la qual són pilastres i coronada per unes motllures. Sobre la porta d'entrada hi ha un ull de bou. A dreta i esquerra de la porta, dues finestres, la de la dreta espitllera en arc de mig punt i la de l'esquerra quadrangular. Corona la façana una torre-campanar, amb la teulada vidriada a quatre vessants. A la façana lateral dreta, hi ha una porta en arc de mig punt tapada.
Davant per davant de l'església hi ha el cementiri, al que s'hi arriba, igual que a l'església, després de baixar unes escales.
Al costat de l'església hi ha l'Hostal.

## Història
L'església apareix esmentada el 922. L'edifici fou renovat i consagrat el 1193. Hi havia tres absis i tres altars dedicats a Santa Margarida, a Santa Maria i Santa Magdalena.
Entre el 1680 i el 1743 es va fer diverses reformes, la construcció de la façana actual, la sagristia, un nou presbiteri, un campanar i s'ampliaren les capelles laterals.
Fou església parroquial fins que el culte va ser traslladat a la Mare de Déu del Pedró.
L'església fou restaurada el 1992.